# Poceirão
Poceirão ist eine Gemeinde in Portugal im Landkreis von Palmela mit 151,1 km² Fläche und 4733 Einwohnern (Stand 30. Juni 2011). Die Bevölkerungsdichte beträgt 31,3 Einw./km².
Der Ort und seine Umgebung weisen einige meteorologische Besonderheiten auf. So sind die minimalen Temperaturen im Winter ca. 6 °C niedriger als im nahegelegenen Lissabon. Durchschnittlich sind es 5 °C im Winter, und an einigen Tagen erreicht die Temperatur sogar bis zu −6 °C. Im Sommer dagegen erreichen die Temperaturen bis zu 43 °C, und Poceirão wird damit oft im Sommer zum wärmsten Ort Portugals.

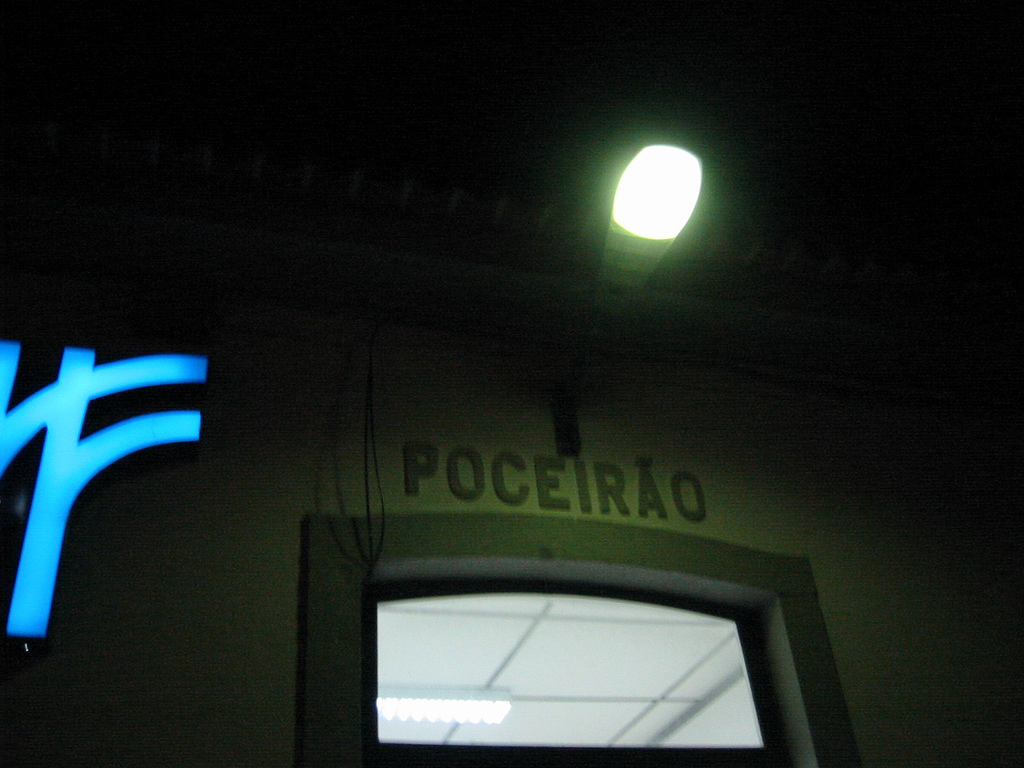
Bahnhof von Poceirão bei Nacht

Auf dem Gebiet der Gemeinde gibt es ein Logistikzentrum, welches Ladung und Güter aus den nahegelegenen Seehäfen (Import/Export) aufnimmt. Diese logistische Plattform ist Teil eines nationalen Programms zum Aufbau von Logistikzentren Portugal logístico und besteht aus mehreren Ausbaustufen. Da sich an dieser Stelle die beiden Bahnstrecken Linha do Alentejo und Linha do Sul über ein Anschlussgleis treffen, bestehen hervorragende Weitertransportmöglichkeiten in alle Teile des Landes (Hinterland), und mit dem Bau der neuen Hochgeschwindigkeits-Schienenstrecke nach Madrid werden auch Verbindungen in andere Teile der iberischen Halbinsel geschaffen.